# NGC 1069
NGC 1069 (również PGC 10285) – galaktyka spiralna (Sc), znajdująca się w gwiazdozbiorze Wieloryba. Odkrył ją Lewis A. Swift 29 września 1886 roku.